# Ana de Egmont
Ana de Egmont (março de 1533 - 24 de março de 1558) foi uma herdeira holandesa abastada que se tornou a primeira esposa do príncipe Guilherme I de Orange.

## Biografia
Ana nasceu na cidade de Grave. Sendo a única filha de Maximiliaan van Egmond e de Françoise de Lannoy, era, suo jure, condessa de Buren e senhora de Egmond. Era também condessa de Lingen e de Leerdam e senhora de IJsselstein, Borssele, Grave, Cranendonck, Jaarsveld, Kortgene, Sint Maartensdijk, e de Odijk.
No dia 6 de Julho de 1551 casou-se com o príncipe Guilherme I de Orange em Buren, passando o marido a ostentar os títulos de senhor de Egmond e conde de Buren. Deste casamento nasceram três filhos:

Brasão de armas da princesa Ana.

- Maria de Nassau (22 de Novembro de 1553 – 23 de Julho de 1555), morreu com cerca de ano e meio de idade.
- Filipe Guilherme, príncipe de Orange (19 de Dezembro de 1554 – 20 de Fevereiro de 1618), casado com Leonor de Bourbon-Condé; sem descendência.
- Maria de Nassau (7 de Fevereiro de 1556 – 10 de Outubro de 1616), casada com o conde Filipe de Hohenlohe-Neuenstein; sem descendência.

Anna morreu e foi enterrada em Breda.